# Wolmirsleben
Wolmirsleben – gmina w Niemczech, w kraju związkowym Saksonia-Anhalt, w powiecie Salzland, w gminie związkowej Egelner Mulde.